# Leges Valeriae Horatiae
Le Leges Valeriae Horatiae (in italiano: Leggi Valerie Orazie) furono tre provvedimenti legislativi particolarmente favorevoli alla plebe, attribuiti secondo la tradizione ai due consoli Lucio Valerio Potito e Marco Orazio Barbato, fatti approvare presumibilmente nel 449 a.C. (o nel 509 a.C.). 
Tali leggi sono conosciute come: Lex Valeria Horatia de plebiscitis, Lex Valeria Horatia de provocatione e Lex Valeria Horatia de tribunicia potestate. Parte della dottrina ritiene tuttavia che tali leggi siano frutto di falsificazioni annalistiche.
- Lex Valeria Horatia de plebiscitis

Tale legge avrebbe stabilito che qualsiasi deliberazione adottata dai plebisciti sarebbe stata vincolante ed obbligatoria per l'intera cittadinanza, anche se è dubbio l'effettivo valore della norma, essendo i plebei ancora considerati inferiori ai patrizi. Tale efficacia generale venne riconosciuta nuovamente e definitivamente solo nel 287 a.C. dalla Lex Hortensia De Plebiscitiis.
- Lex Valeria Horatia de provocatione

Secondo la tradizione, questa legge avrebbe istituìto la cosiddetta provocatio. Quest'ultimo era un istituto giuridico del diritto romano che prevedeva la possibilità che ad un condannato a morte potesse essere trasformata la pena capitale in altra pena, se così stabilito da un giudizio popolare. Tuttavia sono conosciute tre Leges Valeriae de provocatione, una datata 509 a.C., una 449 a.C. ed una 300 a.C., attribuite a un "console Valerio" differente. Secondo parte della dottrina, le prime due Leges sono da ritenersi delle mere congetture, collocando la nascita della Provocatio solamente nel 300 a.C.
- Lex Valeria Horatia de tribunicia potestate

Con tale legge, anch'essa alle volte datata 509 a.C., si sarebbe stabilita l'inviolabilità (sacrosanctitas) dei rappresentanti della plebe: tribuni, edili. Ciò determinò un riconoscimento ufficiale da parte di tutto il popolo della carica tribunizia.